# A Quien Corresponda (programa de televisión)
A Quien Corresponda, más conocido por sus siglas A.Q.C., es un programa de televisión de servicio público y acción social conducido por Jorge Garralda, emitido de lunes a viernes a las 14:00 p. m. por el canal de televisión ADN 40.

## Historia
El programa de televisión, surgió el 11 de diciembre de 1990, con la conducción de Jorge Garralda, integrando la grilla de la por entonces Red Nacional del Canal 13 de Imevisión. La primera etapa duró casi 3 años, hasta la adquisición del deficitario complejo estatal de TV, por parte del Grupo Salinas, el 2 de agosto de 1993. En ese mismo año, por opinión de Patricia Chapoy, el programa sigue vigente. Tras 15 años en Azteca Trece, se dio la decisión de trasladarlo a Azteca 7, sin afectar el cuadro de personal. Desde el 2 de enero de 2006, el programa es emitido en Azteca Siete, primeramente a las 9:00 a. m. y más tarde, a la 1:00 p. m.Forma parte de Fundación Azteca.
En 2015 el programa de televisión cumple 25 años al aire de transmisiones.
El programa se trasladó luego al canal de TV Azteca, A+ de 14:00 p. m. a 15:00 p. m.
Tras tres años en A+, el 5 de julio, se ha trasladado nuevamente, pero al canal noticioso ADN 40, manteniendo el mismo horario.

## Secciones actuales
- Correspondiendo a su confianza: Relata los resultados de los pedidos de ayuda y reclamos de diversas personas y el proceso efectuado. Sección presentada en off por Rubén Monroy.
- México es mágico: Sección que demuestra lo positivo de las atracciones y tradiciones mexicanas. Presentada por Karla Sandoval.
- Viernes de tragones: Invita en las afueras del estudio, a diferentes puestos de comida ubicados por todo México, con las cuales se prueban las especialidades culinarias tradicionales. Además se invitan a artesanos a exponer sus artesanías.
- Elvis-tec: Parodia en donde se expone de manera irónica, los problemas de los transportes colectivos y su contracara positiva.
- Me vale grillo: Sección por el cual, se denuncian los malos ejemplos viales.
- A.Q.C. en tu ciudad: Sección que enlaza a los diferentes reporteros repartidos por la República Mexicana, entre quejas e historias positivas.
- Casetas de atención: Se inicia el programa, en algunas ocasiones desde las casetas de atención del programa, acompañando a quienes hacen denuncias o reclamos. Sección Presentada por Linaloe Soto.
- El México de ayer, hoy: Sección presentada por Rubén Monroy, que muestra el México de Ayer y el de Hoy.
- Hecho en México: Bloque que destaca el emprendedor en dicho país. Sección presentada por Karla Sandoval.
- Aquí hay chamba: Sección donde se ofrece vacantes de empleos, presentado por René Navarro.[8]

### Secciones anteriores
- El urbanito: Encarnado por Ricardo Guzmán, a su vestuario de trabajo, se suma su casco amarillo. La sección hace el seguimiento de quejas en cuanto a infraestructura se refiere, en diferentes puntos de México. Además destaca acciones positivas.